# 州 (俄罗斯)
州，是俄罗斯联邦一种联邦主体类型。到目前为止俄罗斯联邦的89个联邦主体中共有48个州。
| 按圖上編號做列表： 1. 阿穆尔州 2. 阿尔汉格尔斯克州 3. 阿斯特拉罕州 4. 别尔哥罗德州 5. 布良斯克州 6. 车里雅宾斯克州 7. 伊尔库茨克州 8. 伊万诺沃州 9. 卡卢加州 10. 加里宁格勒州 11. 科麦罗沃州 12. 基洛夫州 13. 科斯特罗马州 14. 库尔干州 15. 库尔斯克州 | 1. 列宁格勒州 2. 利佩茨克州 3. 马加丹州 4. 莫斯科州 5. 摩爾曼斯克州 6. 下诺夫哥罗德州 7. 諾夫哥羅德州 8. 新西伯利亚州 9. 鄂木斯克州 10. 奧倫堡州 11. 奥廖尔州 12. 奔萨州 13. 普斯科夫州 14. 罗斯托夫州 15. 梁赞州 16. 萨哈林州 | 1. 萨马拉州 2. 萨拉托夫州 3. 斯摩棱斯克州 4. 斯維爾德洛夫斯克州 5. 坦波夫州 6. 托木斯克州 7. 特维尔州 8. 图拉州 9. 秋明州 10. 乌里扬诺夫斯克州 11. 弗拉基米尔州 12. 伏尔加格勒州 13. 沃洛格达州 14. 沃罗涅日州 15. 雅羅斯拉夫爾州 |

| 按照旗幟做列表： 1. 阿穆尔州 2. 阿尔汉格尔斯克州 3. 阿斯特拉罕州 4. 別爾哥羅德州 5. 布良斯克州 6. 车里雅宾斯克州 7. 伊尔库茨克州 8. 伊萬諾沃州 9. 卡盧加州 10. 加里宁格勒州 11. 克麦罗沃州 12. 基洛夫州 13. 科斯特罗马州 14. 庫爾干州 | 1. 庫爾斯克州 2. 列寧格勒州 3. 利佩茨克州 4. 马加丹州 5. 莫斯科州 6. 摩爾曼斯克州 7. 下诺夫哥罗德州 8. 諾夫哥羅德州 9. 新西伯利亞州 10. 鄂木斯克州 11. 奧倫堡州 12. 奧廖爾州 13. 奔薩州 14. 普斯科夫州 15. 罗斯托夫州 16. 梁贊州 | 1. 萨哈林州 2. 萨马拉州 3. 萨拉托夫州 4. 斯摩棱斯克州 5. 斯維爾德洛夫斯克州 6. 坦波夫州 7. 托木斯克州 8. 特维尔州 9. 圖拉州 10. 秋明州 11. 烏里揚諾夫斯克州 12. 弗拉基米爾州 13. 伏尔加格勒州 14. 沃洛格達州 15. 沃羅涅日州 16. 雅羅斯拉夫爾州 |